# Piaristická kolej (Lipník nad Bečvou)
Piaristická kolej v Lipníku nad Bečvou je bývalý řeholní dům s církevní školou piaristického řádu, který do Lipníku přivedl kardinál František z Ditrichštejna v roce 1634. Kolej a škola vznikly na místě původního domu a špitálu Jednoty bratrské. Budova koleje je od roku 1963 památkově chráněna. Ke koleji patří barokní kostel sv. Františka Serafinského.

## Historie
Po Mikulově a Strážnici byl Lipník třetím místem na Moravě, kde se piaristé usídlili. Přišli v roce 1634 na žádost Františka z Ditrichštejna, který tímto usiloval o rekatolizaci Moravy. Tentýž rok 1634 založil kardinál Ditrichštejn v Lipníku piaristický noviciát. Krátce po příchodů piaristů vpadla do Lipníku švédská vojska, kvůli kterým byli mniši nuceni uprchnout na hrad Helfštýn nebo do Polska. V roce 1670 byla ke koleji zakoupena přilehlá zahrada, kde piaristé pěstovali ovoce a zeleninu pro svou potřebu i pro obchod. Až do 19. století si piaristé udržovali malé hospodářství, které jim zajišťovalo obživu – obdělávali pole, chovali dobytek, věnovali se včelařství, od roku 1775 si zřídili vlastní chov ryb. V 19. století došlo celkovému k úpadku koleje. Činnost koleje byla ukončena v roce 1884.

## Školství
Na žádost kardinála Ditrichštejna se piaristé v Lipníku zaměřovali zejména na nižší školství a vyhnuli se tak sporům s jezuity, kteří se věnovali vyšším stupňům vzdělávání. Vyučování v piaristické škole bylo zahájeno v roce 1636. Od roku 1674 začalo fungovat také gymnázium, vyšší gymnázium bylo přidáno v roce 1740. Na základě školských reforem bylo gymnázium v roce 1744 uzavřeno. Vlivem dalších školních reforem piaristé postupně přišli o všechny školy, poslední z nich ukončuje činnost v roce 1874.

## Knihovna
Knihovna v koleji byla založena hned v roce 1634. V 17. století byl knihovní fond výrazně obohacen díky pozůstalosti piaristy a přerovského děkana Konstantina Kolnovského. Knihovna byla zrušena při odchodu piaristů z Lipníka v roce 1884 a darována městu s podmínkou, že v případě návratu piaristů jim bude navrácena. Knihovna byla nejprve uskladněna v budově kláštera, poté v obecním domě, od roku 1901 v nové budově školy německé reálky. V dnešní době se část původní knihovny nachází v archivu města Přerova.

## Osobnosti
- František Adolf Moravec (18. 2. 1734, Strážnice – 22. 11. 1814, Lipník nad Bečvou) – knihovník, archivář a vicerektor v Kroměříži, historiograf, spoluautor Moraviae historia politica et ecclesiastica[3]
- František Slaměník (4. října 1845 Radslavice – 2. července 1919 Přerov) – pedagog, komeniolog
- Gelasius Dobner (30. 5. 1719, Menší Město pražské – 24. 5. 1790, Praha) – považován za zakladatele českého kritického dějepisectví
- Gregor Johann Mendel (20. července 1822 Hynčice – 6. ledna 1884 Brno) – významný biolog, objevitel genetických zákonů, jeden z nejvýznamnějších žáků piaristické školy v Lipníku
- Leopold Čabák (1685, Lipník nad Bečvou – 1757, Lipník nad Bečvou) – optik, matematik, mechanik a astronom